# Всеукраинское объединение «Майдан»
Всеукраинское объединение «Майдан» (укр. Всеукраїнське об'єднання «Майдан») — координирующая организация Евромайдана на Украине, образованная несколькими политическими партиями, беспартийными лицами и общественными организациями с целью «построения новой конституции и нового украинского правительства» и увольнения коррумпированных судей и прокуроров. Он также был направлен на организацию оппозиции действующему режиму и координацию протестного движения во всех регионах страны.

## История
30 ноября 2013 года оппозиционные партии «Батькивщина», «УДАР» и «Свобода» создали Штаб национального сопротивления. В то время они контролировали 168 мест из 450 в Верховной Раде Украины. 22 декабря 2013 года, на пятой продолжающейся неделе протестов Евромайдана (100 000 человек вышли на митинг в Киеве), основные оппозиционные партии и беспартийные создали общенациональное политическое движение под названием Майдан. Движение преследовало цель расширить поддержку Евромайдана на востоке Украины, где была сосредоточена поддержка второго правительства Азарова и президента Виктора Януковича. В первый день движения лидер оппозиции Арсений Яценюк заявил: «Каждый человек, который хочет справедливого и честного будущего, должен быть за это движение». С 24 декабря 2013 года организация начала принимать членов.

## Цели
Организация преследует такие цели:
- Формирование новой Конституции Украины, «которая должна дать украинскому народу почувствовать, что он управляет страной»[9]
- Формирование плана действий для Украины путем формирования групп по каждому сектору политики, от экономического до внешнеполитического[9]
- Формирование групп, оказывающих юридическую, финансовую и организационную поддержку активистам Евромайдана, преследуемым за участие в акциях протеста, в частности в Харькове и Одессе[9]
- Отставка Николая Азарова и Виктора Януковича